# Эрика (ураган, 2003)
Ураган «Эрика» (англ. Hurricane Erika) — восьмой тропический циклон, пятый тропический шторм и третий ураган сезона 2003 года в бассейне Атлантического океана. «Ураган Эрика» был минимальным ураганом, поразившим малую часть северо-востока мексиканского штата Тамаулипас в районе границы со штатом Техасом, США в середине августа 2003 года.
Поначалу Национальный ураганный центр (НУЦ) оперативно не идентифицировал «Эрику» как ураган, так как исходные данные предполагали, что ветер при пиковой интенсивности достигнет максимума в 70 миль/ч (115 км/ч). Только после получения обновлённых данных и последующего анализа данных НУЦ пересмотрел свой прогноз и дал «Эрике» первую категорию по шкале Саффира — Симпсона.
| А | 2 | B  | C | D | 6 | 7 | E | 9 | F | G |
|   |   |    |   |   |   |   |   |   |   |   |
| H | I | 14 | J | K | L | M | N | O | P |   |

| Шкала ураганов Саффира — Симпсона |    |   |   |   |   |   |
| TD                                | TS | 1 | 2 | 3 | 4 | 5 |